# Cosmophasis monacha
Cosmophasis monacha là một loài nhện trong họ Salticidae.
Loài này thuộc chi Cosmophasis. Cosmophasis monacha được Tord Tamerlan Teodor Thorell miêu tả năm 1881.